# Иванов, Анатолий Васильевич (железнодорожник)
Анатолий Васильевич Иванов — советский хозяйственный, государственный и политический деятель, Герой Социалистического Труда.

## Биография
Родился в 1918 году на станции Терешкино. Член КПСС.
С 1934 года — на хозяйственной, общественной и политической работе. В 1934—1983 гг. — помощник машиниста паровоза в паровозном депо Минеральные Воды, в РККА, машинист паровоза паровозного депо Минеральные Воды, старший машинист колонны паровозов особого резерва № 35 Наркомата путей сообщения СССР по обслуживанию фронтов, машинист-инструктор локомотивного депо Минеральные Воды Орджоникидзевской железной дороги, мастер производственного обучения в техническом училище № 4 в городе Минеральные Воды.
Указом Президиума Верховного Совета СССР от 1 августа 1959 года присвоено звание Героя Социалистического Труда с вручением ордена Ленина и золотой медали «Серп и Молот».
Избирался депутатом Верховного Совета РСФСР 6-го созыва.
Умер в Минеральных Водах в 1983 году.